# Jevgenij Levtjenko
Jevgenij Levtjenko (Ukrainsk: Євген Левченко; Russisk: Евгений Левченко) (født 2. januar 1978 i Kostjantynivka, Ukrainska SSR. Sovjetunionen) er ukrainsk fodboldspiller, som spiller for FC Groningen og er gift med skuespiller, Victoria Koblenko. Han er født i Donetsk-regionen i det daværende Sovjetunionen.
Levchenko kom igennem Vitesse Arnhem i Holland, efter at havde spillet for Donetsk, Shaktar Donetsk og CSKA Moskva. I 1996/1997 sæsonen spillede han 2 kampe for Vitesse. Senere i den sæson skiftede han til Helmond Sport, hvor han spillede 15 kampe (4 mål). Efter et år hos Helmond uden kampe skiftede han til Cambuur Leeuwarden, hvor han blev i 2 sæsoner og spillede 41 kampe i Eredivisie (2 mål). Levchenko vendte tilbage til Vitesse, hvor han blev for 3 år. I hans første år spillede han ingen kampe, og i den anden spillede han 2 kampe. I hans sidste sæson i Vitesse spillede han 23 kampe (1 mål). Alligevel skiftede han til Sparta Rotterdam hvor han var fast mand på midtbanen for 2 sæsoner i 1. division. Hos Sparta spillede Levchenko 70 kampe, scorede 11 mål. Og var med da Sparta rykkede op til Eredivisie i 2005. I 2005/2006 sæsonen spillede Levchenko for FC Groningen, hvor han har en kontrakt til 2008.